# Jannya brevitarsus
Jannya brevitarsus är en stekelart som beskrevs av Van Achterberg 1995. Jannya brevitarsus ingår i släktet Jannya och familjen bracksteklar. Inga underarter finns listade i Catalogue of Life.